# Dendryphantes rubrosquamulata
Dendryphantes rubrosquamulata är en spindelart som beskrevs av Bösenberg, Strand 1906. Dendryphantes rubrosquamulata ingår i släktet Dendryphantes och familjen hoppspindlar. Inga underarter finns listade i Catalogue of Life.